# 10번가의 살인
10번가의 살인(10 Rillington Place)은 영국에서 제작된 리처드 플레이셔 감독의 1971년 범죄, 드라마, 스릴러 영화이다. 리차드 아텐보로 등이 주연으로 출연하였고 마틴 랜소호프 등이 제작에 참여하였다.

## 출연

### 주연
- 리차드 아텐보로
- 주디 기슨
- 존 허트

### 조연
- 팻 헤이우드
- 이소벨 블랙
- 미스 라일리
- 필리스 맥마혼
- 레이 배론
- 더글러스 블랙웰